# Chiesa di San Dalmazzo (Pornassio)
La chiesa di San Dalmazzo è un luogo di culto cattolico situato nella località di Villa nel comune di Pornassio, in provincia di Imperia. La chiesa è sede della parrocchia omonima della diocesi di Albenga-Imperia.

## Storia e descrizione

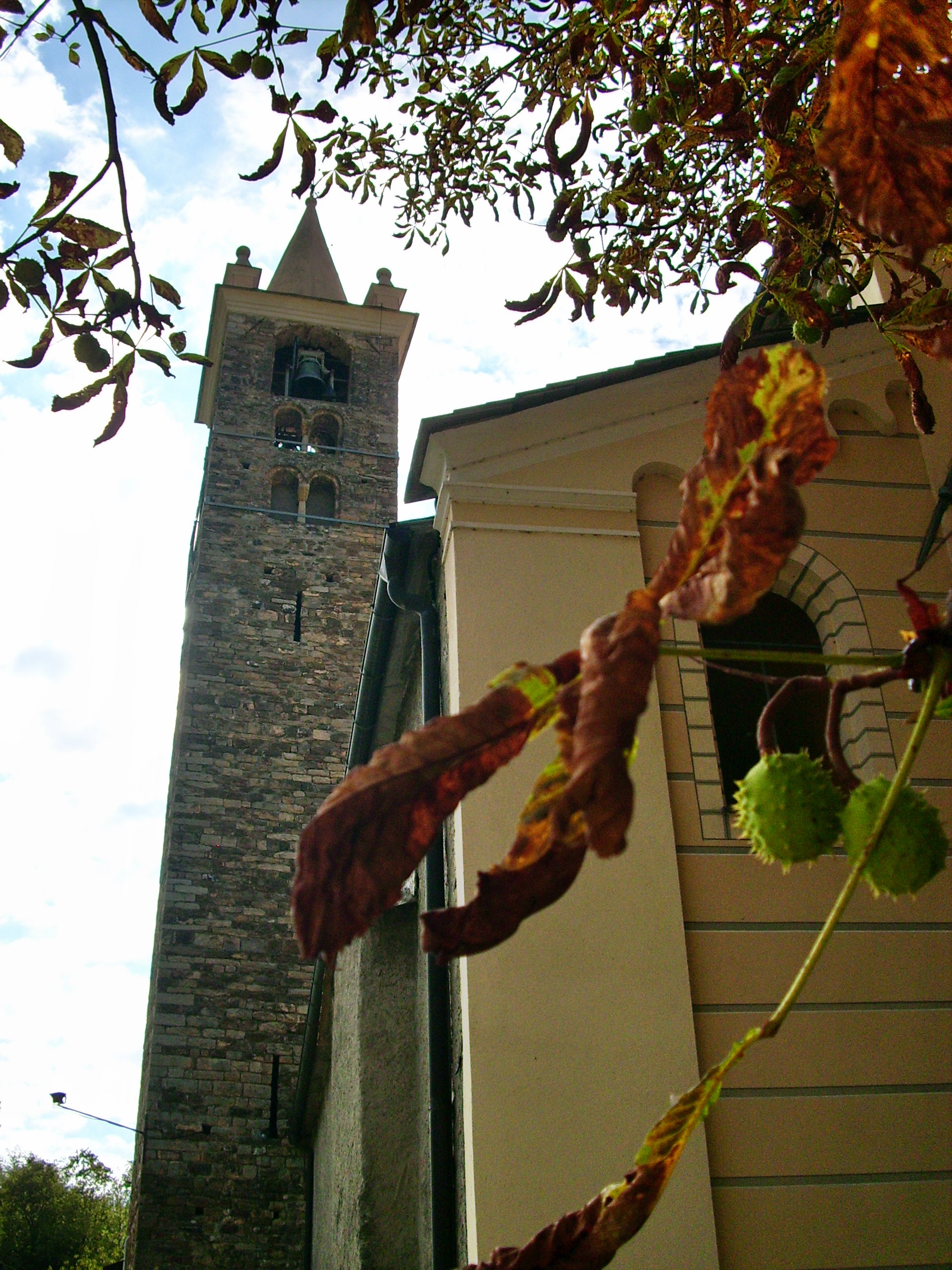
Il campanile

La parrocchiale è situata in località Villa e presenta una facciata del XV secolo e l'attiguo campanile, a doppia sequenza di bifore, risalente al XII secolo. La sua struttura interna si presenta a tre navate, divise da sei colonne in pietra nera.
Al suo interno è conservato un polittico del pittore Giovanni Canavesio raffigurante San Biagio e san Giovanni Battista; dello stesso pittore è presente un piccolo affresco della Madonna con il Bambino nella lunetta del portale gotico del 1445 e un altro polittico del XVI secolo con sculture e bassorilievi in legno.
L'affresco raffigurante San Sebastiano ed altri santi è invece opera di Jacobus Morra, datato 8 marzo 1457, mentre di mano sconosciuta è il trittico riproducente Sant'Anna con in braccio Maria bambina e santi.